# Patipan Un-Op
Patipan Un-Op (tiếng Thái: ปฏิภาณ อุ่นอบ, sinh ngày 8 tháng 10 năm 1995) là một cầu thủ bóng đá người Thái Lan thi đấu ở vị trí hậu vệ cho câu lạc bộ Giải bóng đá Ngoại hạng Thái Lan PTT Rayong.

## Danh hiệu

### Câu lạc bộ
Buriram United
- Giải bóng đá Ngoại hạng Thái Lan
  -  Vô địch (1): 2015
- Cúp Hiệp hội Bóng đá Thái Lan
  -  Vô địch (1): 2015
- Cúp Liên đoàn Bóng đá Thái Lan
  -  Vô địch (1): 2015
- Giải bóng đá vô địch các câu lạc bộ sông Mê Kông
  -  Vô địch (1): 2015